# Frontenac (stanice metra v Montréalu)
Frontenac je jedna z 27 stanic zelené linky montrealského metra (Angrignon – Honoré-Beaugrand), jejíž celková délka je 22,1 km. Ve směru z jihu na sever je tato stanice v pořadí osmnáctá, v opačném směru desátá. Stanice se nachází v hloubce 23,2 m. Její vzdálenost od předchozí stanice Papineau je vzdálena 1 157,57 metrů, od následující Préfontaine je vzdálena 1 003,95 metrů.

## Historie
Stanice Papineau byla otevřena 19. prosince 1966. Původně ji projektovali Robillard, Jetté et Beaudoin. V roce 1999 stanice prošla rekonstrukcí, na níž se podílel Christian Bisson.
Z hlediska historie stavby linky se tato stanice nachází v nejstarší části linky, která zahrnuje celkem 10 stanic (od stanice Atwater až po Frontenac), nachází se zhruba uprostřed zelené linky a byla zprovozněna v roce 1966.
Druhý nejstarší úsek je severní část, o kterou se zelená linka rozšířila v roce 1976. Jde o celkem 9 stanic mezi Préfontaine a Honoré-Beaugrand.
Stanice v jižním úseku Angrignon až Lionel-Groulx tvoří služebně nejmladší část zelené linky montrealského metra, která byla otevřena v roce 1978.